# 붉은어깨도요
붉은어깨도요(영어: Great Knot,학명: Calidris tenuirostris)는 도요목 도요과에 속하는 나그네새이다.

## 생김새
부리가 머리보다 길다.

### 여름깃
몸윗면이 흑갈색이다. 어깨에 적갈색 무늬가 있지만 멀리 있을 때는 잘 보이지 않는다.

### 겨울깃
몸윗면이 회색이다. 가슴과 옆구리에 뚜렷한 검은색 무늬가 보인다.

## 서식지
갯벌, 모래펄, 하구에서 서식한다. 시베리아 북동부에서 번식하고 인도, 동남아시아, 오스트레일리아에서 월동한다.